# 6 uur van Spa-Francorchamps 2017
De 6 uur van Spa-Francorchamps 2017 was de tweede race van het FIA World Endurance Championship-seizoen 2017. De race werd verreden op 6 mei 2017 op het Circuit de Spa-Francorchamps nabij Spa, België.
De race werd gewonnen door de Toyota Gazoo Racing #8 van Sébastien Buemi, Anthony Davidson en Kazuki Nakajima. De LMP2-klasse werd gewonnen door de G-Drive Racing #26 van Alex Lynn, Roman Roesinov en Pierre Thiriet. De LMGTE Pro-klasse werd gewonnen door de AF Corse #71 van Sam Bird en Davide Rigon. De LMGTE Am-klasse werd gewonnen door de Aston Martin Racing #98 van Paul Dalla Lana, Pedro Lamy en Mathias Lauda.

## Kwalificatie
Tijden vetgedrukt betekent de snelste tijd in die klasse.
| Pos. | Klasse    | No. | Team                      | Tijd      | Grid |
| ---- | --------- | --- | ------------------------- | --------- | ---- |
| 1    | LMP1      | 1   | Porsche LMP Team          | 1:54.097  | 1    |
| 2    | LMP1      | 7   | Toyota Gazoo Racing       | 1:54.693  | 2    |
| 3    | LMP1      | 9   | Toyota Gazoo Racing       | 1:54.701  | 3    |
| 4    | LMP1      | 8   | Toyota Gazoo Racing       | 1:54.907  | 4    |
| 5    | LMP1      | 2   | Porsche LMP Team          | 1:55.440  | 5    |
| 6    | LMP2      | 26  | G-Drive Racing            | 2:02.601  | 6    |
| 7    | LMP2      | 36  | Signatech Alpine Matmut   | 2:02.624  | 7    |
| 8    | LMP2      | 35  | Signatech Alpine Matmut   | 2:02.629  | 8    |
| 9    | LMP2      | 24  | CEFC Manor TRS Racing     | 2:02.632  | 9    |
| 10   | LMP2      | 13  | Vaillante Rebellion       | 2:03.619  | 10   |
| 11   | LMP1      | 4   | ByKolles Racing Team      | 2:03.827  | 11   |
| 12   | LMP2      | 34  | Tockwith Motorsports      | 2:04.176  | 12   |
| 13   | LMP2      | 28  | TDS Racing                | 2:05.058  | 13   |
| 14   | LMP2      | 37  | Jackie Chan DC Racing     | 2:05.421  | 14   |
| 15   | LMP2      | 31  | Vaillante Rebellion       | 2:05.614  | 15   |
| 16   | LMP2      | 38  | Jackie Chan DC Racing     | 2:14.220  | 16   |
| 17   | LMGTE Pro | 71  | AF Corse                  | 2:15.017  | 17   |
| 18   | LMGTE Pro | 66  | Ford Chip Ganassi Team UK | 2:15.418  | 18   |
| 19   | LMGTE Pro | 67  | Ford Chip Ganassi Team UK | 2:15.565  | 19   |
| 20   | LMGTE Pro | 51  | AF Corse                  | 2:15.765  | 20   |
| 21   | LMGTE Pro | 91  | Porsche GT Team           | 2:16.862  | 21   |
| 22   | LMGTE Pro | 92  | Porsche GT Team           | 2:17.010  | 22   |
| 23   | LMGTE Pro | 95  | Aston Martin Racing       | 2:17.156  | 23   |
| 24   | LMGTE Pro | 97  | Aston Martin Racing       | 2:17.640  | 24   |
| 25   | LMGTE Am  | 98  | Aston Martin Racing       | 2:18.659  | 25   |
| 26   | LMGTE Am  | 77  | Dempsey-Proton Racing     | 2:19.065  | 26   |
| 27   | LMGTE Am  | 54  | Spirit of Race            | 2:19.658  | 27   |
| 28   | LMGTE Am  | 61  | Clearwater Racing         | 2:20.915  | 28   |
| 29   | LMGTE Am  | 86  | Gulf Racing UK            | 2:22.120  | 29   |
| 30   | LMP2      | 25  | CEFC Manor TRS Racing     | Geen tijd | 30   |

## Uitslag
Winnaars in hun klasse zijn vetgedrukt; LMP1 is rood, LMP2 is blauw, LMGTE Pro is groen en LMGTE Am is oranje.
| Pos. | Klasse    | No. | Team                      | Coureurs                                                 | Chassis                       | Banden | Ronden | Tijd/Reden  |
| Pos. | Klasse    | No. | Team                      | Coureurs                                                 | Motor                         | Banden | Ronden | Tijd/Reden  |
| ---- | --------- | --- | ------------------------- | -------------------------------------------------------- | ----------------------------- | ------ | ------ | ----------- |
| 1    | LMP1      | 8   | Toyota Gazoo Racing       | Sébastien Buemi Anthony Davidson Kazuki Nakajima         | Toyota TS050 Hybrid           | M      | 173    | 6:00:11.490 |
| 1    | LMP1      | 8   | Toyota Gazoo Racing       | Sébastien Buemi Anthony Davidson Kazuki Nakajima         | Toyota 2.4 L Turbo V6         | M      | 173    | 6:00:11.490 |
| 2    | LMP1      | 7   | Toyota Gazoo Racing       | Mike Conway Kamui Kobayashi                              | Toyota TS050 Hybrid           | M      | 173    | +1.992      |
| 2    | LMP1      | 7   | Toyota Gazoo Racing       | Mike Conway Kamui Kobayashi                              | Toyota 2.4 L Turbo V6         | M      | 173    | +1.992      |
| 3    | LMP1      | 2   | Porsche LMP Team          | Earl Bamber Timo Bernhard Brendon Hartley                | Porsche 919 Hybrid            | M      | 173    | +35.283     |
| 3    | LMP1      | 2   | Porsche LMP Team          | Earl Bamber Timo Bernhard Brendon Hartley                | Porsche 2.0 L Turbo V4        | M      | 173    | +35.283     |
| 4    | LMP1      | 1   | Porsche LMP Team          | Neel Jani André Lotterer Nick Tandy                      | Porsche 919 Hybrid            | M      | 173    | +1:25.438   |
| 4    | LMP1      | 1   | Porsche LMP Team          | Neel Jani André Lotterer Nick Tandy                      | Porsche 2.0 L Turbo V4        | M      | 173    | +1:25.438   |
| 5    | LMP1      | 9   | Toyota Gazoo Racing       | Yuji Kunimoto Nicolas Lapierre Stéphane Sarrazin         | Toyota TS050 Hybrid           | M      | 171    | +2 ronden   |
| 5    | LMP1      | 9   | Toyota Gazoo Racing       | Yuji Kunimoto Nicolas Lapierre Stéphane Sarrazin         | Toyota 2.4 L Turbo V6         | M      | 171    | +2 ronden   |
| 6    | LMP1      | 4   | ByKolles Racing Team      | Dominik Kraihamer James Rossiter Oliver Webb             | ENSO CLM P1/01                | M      | 161    | +12 ronden  |
| 6    | LMP1      | 4   | ByKolles Racing Team      | Dominik Kraihamer James Rossiter Oliver Webb             | Nismo VRX30A 3.0 L Turbo V6   | M      | 161    | +12 ronden  |
| 7    | LMP2      | 26  | G-Drive Racing            | Alex Lynn Roman Roesinov Pierre Thiriet                  | Oreca 07                      | D      | 160    | +13 ronden  |
| 7    | LMP2      | 26  | G-Drive Racing            | Alex Lynn Roman Roesinov Pierre Thiriet                  | Gibson GK428 4.2 L V8         | D      | 160    | +13 ronden  |
| 8    | LMP2      | 31  | Vaillante Rebellion       | Julien Canal Nicolas Prost Bruno Senna                   | Oreca 07                      | D      | 160    | +13 ronden  |
| 8    | LMP2      | 31  | Vaillante Rebellion       | Julien Canal Nicolas Prost Bruno Senna                   | Gibson GK428 4.2 L V8         | D      | 160    | +13 ronden  |
| 9    | LMP2      | 38  | Jackie Chan DC Racing     | Oliver Jarvis Thomas Laurent Ho-Pin Tung                 | Oreca 07                      | D      | 160    | +13 ronden  |
| 9    | LMP2      | 38  | Jackie Chan DC Racing     | Oliver Jarvis Thomas Laurent Ho-Pin Tung                 | Gibson GK428 4.2 L V8         | D      | 160    | +13 ronden  |
| 10   | LMP2      | 13  | Vaillante Rebellion       | Mathias Beche David Heinemeier Hansson Nelson Piquet jr. | Oreca 07                      | D      | 159    | +14 ronden  |
| 10   | LMP2      | 13  | Vaillante Rebellion       | Mathias Beche David Heinemeier Hansson Nelson Piquet jr. | Gibson GK428 4.2 L V8         | D      | 159    | +14 ronden  |
| 11   | LMP2      | 36  | Signatech Alpine Matmut   | Romain Dumas Gustavo Menezes Matt Rao                    | Alpine A470                   | D      | 159    | +14 ronden  |
| 11   | LMP2      | 36  | Signatech Alpine Matmut   | Romain Dumas Gustavo Menezes Matt Rao                    | Gibson GK428 4.2 L V8         | D      | 159    | +14 ronden  |
| 12   | LMP2      | 35  | Signatech Alpine Matmut   | André Negrão Nelson Panciatici Pierre Ragues             | Alpine A470                   | D      | 158    | +15 ronden  |
| 12   | LMP2      | 35  | Signatech Alpine Matmut   | André Negrão Nelson Panciatici Pierre Ragues             | Gibson GK428 4.2 L V8         | D      | 158    | +15 ronden  |
| 13   | LMP2      | 24  | CEFC Manor TRS Racing     | Tor Graves Jonathan Hirschi Jean-Éric Vergne             | Oreca 07                      | D      | 158    | +15 ronden  |
| 13   | LMP2      | 24  | CEFC Manor TRS Racing     | Tor Graves Jonathan Hirschi Jean-Éric Vergne             | Gibson GK428 4.2 L V8         | D      | 158    | +15 ronden  |
| 14   | LMP2      | 25  | CEFC Manor TRS Racing     | Roberto González Vitali Petrov Simon Trummer             | Oreca 07                      | D      | 158    | +15 ronden  |
| 14   | LMP2      | 25  | CEFC Manor TRS Racing     | Roberto González Vitali Petrov Simon Trummer             | Gibson GK428 4.2 L V8         | D      | 158    | +15 ronden  |
| 15   | LMP2      | 28  | TDS Racing                | Emmanuel Collard Ben Hanley François Perrodo             | Oreca 07                      | D      | 158    | +15 ronden  |
| 15   | LMP2      | 28  | TDS Racing                | Emmanuel Collard Ben Hanley François Perrodo             | Gibson GK428 4.2 L V8         | D      | 158    | +15 ronden  |
| 16   | LMP2      | 37  | Jackie Chan DC Racing     | Alex Brundle David Cheng Tristan Gommendy                | Oreca 07                      | D      | 156    | +17 ronden  |
| 16   | LMP2      | 37  | Jackie Chan DC Racing     | Alex Brundle David Cheng Tristan Gommendy                | Gibson GK428 4.2 L V8         | D      | 156    | +17 ronden  |
| 17   | LMGTE Pro | 71  | AF Corse                  | Sam Bird Davide Rigon                                    | Ferrari 488 GTE               | M      | 151    | +22 ronden  |
| 17   | LMGTE Pro | 71  | AF Corse                  | Sam Bird Davide Rigon                                    | Ferrari F154CB 3.9 L Turbo V8 | M      | 151    | +22 ronden  |
| 18   | LMGTE Pro | 51  | AF Corse                  | James Calado Alessandro Pier Guidi                       | Ferrari 488 GTE               | M      | 150    | +23 ronden  |
| 18   | LMGTE Pro | 51  | AF Corse                  | James Calado Alessandro Pier Guidi                       | Ferrari F154CB 4.0 L Turbo V8 | M      | 150    | +23 ronden  |
| 19   | LMGTE Pro | 66  | Ford Chip Ganassi Team UK | Billy Johnson Stefan Mücke Olivier Pla                   | Ford GT                       | M      | 150    | +23 ronden  |
| 19   | LMGTE Pro | 66  | Ford Chip Ganassi Team UK | Billy Johnson Stefan Mücke Olivier Pla                   | Ford EcoBoost 3.5 L Turbo V6  | M      | 150    | +23 ronden  |
| 20   | LMGTE Pro | 67  | Ford Chip Ganassi Team UK | Pipo Derani Andy Priaulx Harry Tincknell                 | Ford GT                       | M      | 150    | +23 ronden  |
| 20   | LMGTE Pro | 67  | Ford Chip Ganassi Team UK | Pipo Derani Andy Priaulx Harry Tincknell                 | Ford EcoBoost 3.5 L Turbo V6  | M      | 150    | +23 ronden  |
| 21   | LMGTE Pro | 91  | Porsche GT Team           | Richard Lietz Frédéric Makowiecki                        | Porsche 911 RSR               | M      | 149    | +24 ronden  |
| 21   | LMGTE Pro | 91  | Porsche GT Team           | Richard Lietz Frédéric Makowiecki                        | Porsche 4.0 L Flat-6          | M      | 149    | +24 ronden  |
| 22   | LMGTE Pro | 92  | Porsche GT Team           | Michael Christensen Kévin Estre                          | Porsche 911 RSR               | M      | 149    | +24 ronden  |
| 22   | LMGTE Pro | 92  | Porsche GT Team           | Michael Christensen Kévin Estre                          | Porsche 4.0 L Flat-6          | M      | 149    | +24 ronden  |
| 23   | LMGTE Pro | 97  | Aston Martin Racing       | Jonathan Adam Daniel Serra Darren Turner                 | Aston Martin Vantage GTE      | D      | 148    | +25 ronden  |
| 23   | LMGTE Pro | 97  | Aston Martin Racing       | Jonathan Adam Daniel Serra Darren Turner                 | Aston Martin 4.5 L Turbo V8   | D      | 148    | +25 ronden  |
| 24   | LMGTE Pro | 95  | Aston Martin Racing       | Marco Sørensen Richie Stanaway Nicki Thiim               | Aston Martin Vantage GTE      | D      | 148    | +25 ronden  |
| 24   | LMGTE Pro | 95  | Aston Martin Racing       | Marco Sørensen Richie Stanaway Nicki Thiim               | Aston Martin 4.5 L Turbo V8   | D      | 148    | +25 ronden  |
| 25   | LMGTE Am  | 98  | Aston Martin Racing       | Paul Dalla Lana Pedro Lamy Mathias Lauda                 | Aston Martin Vantage GTE      | D      | 146    | +27 ronden  |
| 25   | LMGTE Am  | 98  | Aston Martin Racing       | Paul Dalla Lana Pedro Lamy Mathias Lauda                 | Aston Martin 4.5 L V8         | D      | 146    | +27 ronden  |
| 26   | LMGTE Am  | 77  | Dempsey-Proton Racing     | Matteo Cairoli Marvin Dienst Christian Ried              | Porsche 911 RSR               | D      | 146    | +27 ronden  |
| 26   | LMGTE Am  | 77  | Dempsey-Proton Racing     | Matteo Cairoli Marvin Dienst Christian Ried              | Porsche 4.0 L Flat-6          | D      | 146    | +27 ronden  |
| 27   | LMGTE Am  | 61  | Clearwater Racing         | Matt Griffin Weng Sun Mok Keita Sawa                     | Ferrari 488 GTE               | M      | 145    | +28 ronden  |
| 27   | LMGTE Am  | 61  | Clearwater Racing         | Matt Griffin Weng Sun Mok Keita Sawa                     | Ferrari F154CB 3.9 L Turbo V8 | M      | 145    | +28 ronden  |
| 28   | LMGTE Am  | 54  | Spirit of Race            | Francesco Castellacci Thomas Flohr Miguel Molina         | Ferrari 488 GTE               | M      | 144    | +29 ronden  |
| 28   | LMGTE Am  | 54  | Spirit of Race            | Francesco Castellacci Thomas Flohr Miguel Molina         | Ferrari F154CB 3.9 L Turbo V8 | M      | 144    | +29 ronden  |
| DNF  | LMP2      | 34  | Tockwith Motorsports      | Karun Chandhok Philip Hanson Nigel Moore                 | Ligier JS P217                | D      | 151    | Uitgevallen |
| DNF  | LMP2      | 34  | Tockwith Motorsports      | Karun Chandhok Philip Hanson Nigel Moore                 | Gibson GK428 4.2 L V8         | D      | 151    | Uitgevallen |
| DNF  | LMGTE Am  | 86  | Gulf Racing               | Ben Barker Nick Foster Michael Wainwright                | Porsche 911 RSR               | D      | 76     | Ongeluk     |
| DNF  | LMGTE Am  | 86  | Gulf Racing               | Ben Barker Nick Foster Michael Wainwright                | Porsche 4.0 L Flat-6          | D      | 76     | Ongeluk     |

## Tussenstanden na wedstrijd
LMP (coureurs)
| Pos | Coureur                                          | Punten |
| --- | ------------------------------------------------ | ------ |
| 1   | Sébastien Buemi Anthony Davidson Kazuki Nakajima | 50     |
| 2   | Earl Bamber Timo Bernhard Brendon Hartley        | 33     |
| 3   | Neel Jani André Lotterer Nick Tandy              | 28     |
| 4   | Mike Conway Kamui Kobayashi                      | 19,5   |
| 5   | Nicolas Lapierre                                 | 16     |

LMP1 (constructeurs)
| Pos | Team    | Punten |
| --- | ------- | ------ |
| 1   | Toyota  | 69,5   |
| 2   | Porsche | 61     |

GTE (coureurs)
| Pos | Coureur                                  | Punten |
| --- | ---------------------------------------- | ------ |
| 1   | Pipo Derani Andy Priaulx Harry Tincknell | 38     |
| 2   | Sam Bird Davide Rigon                    | 36     |
| 3   | James Calado Alessandro Pier Guidi       | 36     |
| 4   | Billy Johnson Stefan Mücke Olivier Pla   | 27     |
| 5   | Richard Lietz Frédéric Makowiecki        | 25     |

GTE (constructeurs)
| Pos | Constructeur | Punten |
| --- | ------------ | ------ |
| 1   | Ferrari      | 72     |
| 2   | Ford         | 65     |
| 3   | Porsche      | 34     |
| 4   | Aston Martin | 24     |

GT Pro (teams)
| Pos | Nr | Team                      | Punten |
| --- | -- | ------------------------- | ------ |
| 1   | 67 | Ford Chip Ganassi Team UK | 38     |
| 2   | 71 | AF Corse                  | 36     |
| 3   | 51 | AF Corse                  | 36     |
| 4   | 66 | Ford Chip Ganassi Team UK | 27     |
| 5   | 91 | Porsche GT Team           | 25     |

LMP2 (coureurs)
| Pos | Coureur                                  | Punten |
| --- | ---------------------------------------- | ------ |
| 1   | Oliver Jarvis Thomas Laurent Ho-Pin Tung | 40     |
| 2   | Alex Lynn Roman Roesinov Pierre Thiriet  | 37     |
| 3   | Julien Canal Nicolas Prost Bruno Senna   | 36     |
| 4   | Gustavo Menezes Matt Rao                 | 22     |
| 5   | Emmanuel Collard François Perrodo        | 17     |

LMP2 (teams)
| Pos | Nr | Team                    | Punten |
| --- | -- | ----------------------- | ------ |
| 1   | 38 | Jackie Chan DC Racing   | 40     |
| 2   | 26 | G-Drive Racing          | 37     |
| 3   | 31 | Vaillante Rebellion     | 36     |
| 4   | 36 | Signatech Alpine Matmut | 22     |
| 5   | 28 | TDS Racing              | 17     |

GTE Am (coureurs)
| Pos | Coureur                                          | Punten |
| --- | ------------------------------------------------ | ------ |
| 1   | Paul Dalla Lana Pedro Lamy Mathias Lauda         | 45     |
| 2   | Matt Griffin Weng Sun Mok Keita Sawa             | 40     |
| 3   | Matteo Cairoli Marvin Dienst Christian Ried      | 33     |
| 4   | Ben Barker Nick Foster Michael Wainwright        | 12     |
| 5   | Francesco Castellacci Thomas Flohr Miguel Molina | 12     |

GTE Am (teams)
| Pos | Nr | Team                  | Punten |
| --- | -- | --------------------- | ------ |
| 1   | 98 | Aston Martin Racing   | 45     |
| 2   | 61 | Clearwater Racing     | 40     |
| 3   | 77 | Dempsey-Proton Racing | 33     |
| 4   | 86 | Gulf Racing           | 12     |
| 5   | 54 | Spirit of Race        | 12     |